# James Noble (Schauspieler)
James Wilkes Noble (* 5. März 1922 in Dallas, Texas; † 28. März 2016 in Norwalk, Connecticut) war ein US-amerikanischer Schauspieler.

## Leben
James Noble wurde als Sohn von Ralph Byrne und Lois Frances Wilkes Noble geboren. Er war seit dem 19. Mai 1956 mit der Schauspielerin Carolyn Owen Coates verheiratet und hatte mit ihr eine Tochter.
Hauptsächlich arbeitete er als Serienschauspieler und spielte Neben- und Hauptrollen in den verschiedensten Fernsehserien. So hatte er Auftritte in Starsky & Hutch (1978), Hart aber herzlich (1979), Fantasy Island (1982), Love Boat (1981, 1983 und 1984), Agentin mit Herz (1987) und Ein Grieche erobert Chicago (1989). Seine bekannteste Rolle war die des Gouverneurs Eugene Xavier Gatling in der Sitcom Benson. Bis zuletzt 2011 war er in mehr als 60 Film- und Fernsehproduktionen zu sehen.
Er starb am 28. März 2016 im Alter von 94 Jahren an einem Schlaganfall.

## Filmografie (Auswahl)
- 1950: Actor’s Studio (Fernsehserie, eine Folge)
- 1956: Jung und Leidenschaftlich – Wie das Leben so spielt (As the World Turns, Fernsehserie, eine Folge)
- 1963: Preston & Preston (The Defenders, Fernsehserie, eine Folge)
- 1967–1968: The Doctors (Fernsehserie, 42 Folgen)
- 1968: Hochzeitsnacht vor Zeugen (What’s So Bad About Feeling Good?)
- 1972: 1776 – Rebellion und Liebe (1776)
- 1973: Der Mann aus Metall (Who?)
- 1978: Starsky & Hutch (Fernsehserie, eine Folge)
- 1978: Mein deutscher Soldat (Summer of My German Soldier, Fernsehfilm)
- 1979: Zehn – Die Traumfrau (10)
- 1979: Willkommen Mr. Chance (Being there)
- 1979–1986: Benson (Fernsehserie, 159 Folgen)
- 1981–1984: Love Boat (Fernsehserie, drei Folgen)
- 1982: Die unglaubliche Reise in einem verrückten Raumschiff (Airplane II: The Sequel)
- 1983–1987: Junge Schicksale (ABC Afterschool Specials, Fernsehserie, zwei Folgen)
- 1987: Mord ist ihr Hobby (Murder, She Wrote, Fernsehserie, eine Folge)
- 1988: First Impressions (Fernsehserie, acht Folgen)
- 1989: Ein Grieche erobert Chicago (Perfect Strangers, Fernsehserie, zwei Folgen)
- 1989: Ein himmlischer Liebhaber (Chances Are)
- 1991: Law & Order (Fernsehserie, eine Folge)
- 2000: Wo dein Herz schlägt (Where the Heart Is )
- 2011: Consequential Lies (Kurzfilm)